# 1869 en photographie
| Années de la photographie : 1866 - 1867 - 1868 - 1869 - 1870 - 1871 - 1872    |
| Décennies de la photographie : 1830 - 1840 - 1850 - 1860 - 1870 - 1880 - 1890 |

Cet article présente les faits marquants de l'année 1869 en photographie.

## Événements
- Louis Ducos du Hauron et Charles Cros présentent, chacun de leur côté, devant l'Académie des sciences à Paris, un procédé à l'origine de la trichromie (photographie en couleur)[1],[2] et publient chacun cette même année un texte sur la question :
  - Charles Cros, « Solution générale du problème de la photographie des couleurs », Les Mondes, 25 février 1869.
  - Louis Ducos du Hauron, Les couleurs en photographie. Solution du problème, Paris, A. Marion éditeur, 57 p. (lire en ligne)[3].
- Andreï Kareline ouvre un atelier de photographie à Nijni Novgorod en Russie et l'appelle en russe : Фотография и живопись (Photographie et peinture).
- Hippolyte Délié et Émile Béchard ouvrent un studio de photographie au Caire en Égypte, Au jardin de l'Esbékieh[4].
- Émile Pricam ouvre un atelier photographique rue Petitot dans le quartier des Eaux-Vives à Genève[5].

## Photographies notables

Thora Hallager, photographie de Hans Christian Andersen

- octobre : Thora Hallager photographie l'écrivain Hans Christian Andersen à Copenhague.

## Livres de photographies
- Louis Désiré Blanquart-Évrard, La photographie, ses origines, ses progrès, ses transformations, Lille, Danel, 61 p. et 103 photographies (Lire en ligne).

## Études, essais, articles
- (en) Henry Peach Robinson, Pictorial Effect in Photography : Being Hints on Composition and Chiaroscuro for Photographers, Londres, Piper & Carter, 199 p. (lire en ligne) : H. P. Robinson, photographe précurseur du mouvement pictorialiste, estime que la photographie est un développement des arts visuels et peut être apprise comme la peinture ; il y donne des instructions sur la façon dont la forme, la lumière et l'ombre doivent être arrangées pour créer une composition parfaite.
- Léon Vidal, Photographie au charbon : recueil pratique de divers procédés de tirage des épreuves positives formées de substances inaltérables. Procédés Swan, Marion, Jeanrenaud et autres, Paris, Leiber (coll. « Encyclopédie photographique »), 1869, 162-4 p. (En ligne sur Gallica).

## Naissances
- 8 janvier : Arnold Genthe, photographe allemand installé aux États-Unis, mort le 9 août 1942.
- 25 janvier : Agnes Nyblin, photographe norvégienne, morte le 20 août 1945.
- 30 janvier : Richard Paraire, peintre et photographe français, mort le 22 avril 1935.
- 2 février : Noé Chabot, prêtre catholique français, reconverti en bistrotier, éditeur de caricatures photographiques, mort le 8 avril 1943.
- 15 avril : Signe Brander, photographe finlandaise, morte le 17 mai 1942.
- 30 avril : Henri Roger-Viollet, ingénieur chimiste et photographe français, mort le 6 mars 1946.
- 6 mai : Charles Nouette, photographe français, photographe officiel de l'expédition archéologique de Paul Pelliot au Turkestan chinois en 1906-1908, mort le 2 mai 1910.
- 5 juin : André Taponier, photographe français, mort le 25 décembre 1930.
- 24 juin : Georges-Louis Arlaud, photographe français, mort le 29 août 1944.
- 5 juillet : Félix Luib, photographe français, éditeur de cartes postales à Strasbourg, mort le 25 mars 1946.
- 17 septembre : Arthur Tacquin, médecin, explorateur et photographe belge, mort le 19 janvier 1966.
- octobre : Mattie Edwards Hewitt, photographe américaine, morte en 1956.
- 20 novembre : Ferdinand Bernède, photographe et folkloriste français, qui se définit comme « le photographe des Landes », mort le 9 novembre 1963.
- 21 novembre : Zaida Ben-Yusuf, photographe américaine, morte le 27 septembre 1933.
- 3 décembre : Anne Brigman, photographe américaine, membre fondatrice du mouvement Photo-Secession, morte le 8 février 1950.

- Date précise inconnue ou non renseignée :
  - Lallie Charles, photographe portraitiste irlandaise, morte le 5 avril 1919.
  - Gustavo Freudenthal, photographe allemand actif à Saragosse en Espagne, mort en 1948.
  - Gregorio González Galarza, photographe espagnol au Pays Basque, mort en 1948.

## Décès
- 1er août : Alexine Tinne, photographe néerlandaise, exploratrice  en Afrique, née le 17 octobre 1835.
- 8 août : Roger Fenton, photographe britannique, premier photographe de guerre, né le 28 mars 1819.
- 21 décembre : Edmond Fierlants, photographe belge, né le 20 juillet 1819.